# Symplecta mafuluensis
Symplecta mafuluensis là một loài ruồi trong họ Limoniidae. Chúng phân bố ở miền Australasia.